# Andrea Leadsom
Andrea Jacqueline Leadsom (z domu Salmon ur. 13 maja 1963 w Aylesbury) – brytyjska polityk, członkini Partii Konserwatywnej. W latach 2010–2024 posłanka do Izby Gmin. Od lipca 2016 do czerwca 2017 minister środowiska żywności i spraw wsi. Od 2017 do 2019 przewodnicząca Izby Gmin i lord przewodniczący Rady. Od 2019 do 2020 minister biznesu, energii i strategii przemysłowej w Gabinecie Borisa Johnsona.

## Życiorys

### Młodość i kariera zawodowa
Jest absolwentką Uniwersytetu w Warwick, gdzie studiowała politologię. Po ukończeniu studiów Leadsom rozpoczęła karierę w sektorze finansowym, a następnie w banku Barclays.

### Kariera polityczna
W 2010 uzyskała mandat parlamentarny z okręgu wyborczego South Northamptonshire. W wyborach w 2015  roku uzyskała reelekcję jako posłanka, uzyskała również nominację na stanowisko wiceministra ds. energii w rządzie Davida Camerona. Od lipca 2016 do czerwca 2017 była ministrem środowiska, żywności i spraw wsi w rządzie Theresy May. 25 maja 2019, po ogłoszeniu przez May rezygnacji z kierowania partią, Andrea Leadsom zgłosiła swoją kandydaturę na stanowisko lidera Partii Konserwatywnej. W pierwszym głosowaniu 13 czerwca, oddało na nią głos 11 spośród 313 członków frakcji konserwatywnej w Izbie Gmin. Zajęła tym samym 8. miejsce na 10 kandydatów i została wyeliminowana z kolejnych głosowań. Od 11 czerwca 2017 do 24 lipca 2019 była przewodniczącą Izby Gmin. 24 lipca 2019 została ministrem biznesu, energii i strategii przemysłowej w Gabinecie Borisa Johnsona. Pozostawała na tym stanowisku do 13 lutego 2020.
Nie kandydowała w wyborach parlamentarnych w 2024.

### Życie prywatne
Od 1993 jest zamężna z Benem Leadsomem, z którym ma troje dzieci.
W 2021 otrzymała Order Imperium Brytyjskiego w klasie Damy Komandora (DBE).

## Źródła
- Strona rządowa
- Strona parlamentarna
- Strona prywatna